# Raimond Castaing
Raimond Castaing, född 28 december 1921 i Monaco, död 10 april 1998, var en fransk fysiker. Han blev 1959 professor i fysik vid Paris universitet i Orsay och invaldes 1978 som utländsk ledamot av svenska Vetenskapsakademien.